# Жовтий малюк
Жовтий малюк (англ. The Yellow Kid) — назва першого у світі коміксу, вперше опублікованого в «Нью-Йорк джорнал» у 1895 році. Його творцем є американський художник Річард Аутколт, що вважається винахідником сучасних коміксів.

## Історія
Комікс видавався до 1898 року спочатку в «New York World» Джозефа Пулітцера, а потім в «New York Journal» Вільяма Рендольфа Херста. Автором сценарію і художником серії був Річард Аутколт (під цим ім'ям був опублікований перший випуск «Hogan's Alley», а пізніше і під іншими псевдонімами). Це була одна із перших недільних комікс-смужок в американських газетах, хоча подібна графічна сітка вже раніше використовувалася в політичних карикатурах та інших мальованих історіях. Жовтий малюк також відомий завдяки зв'язку з терміном «Жовта преса».

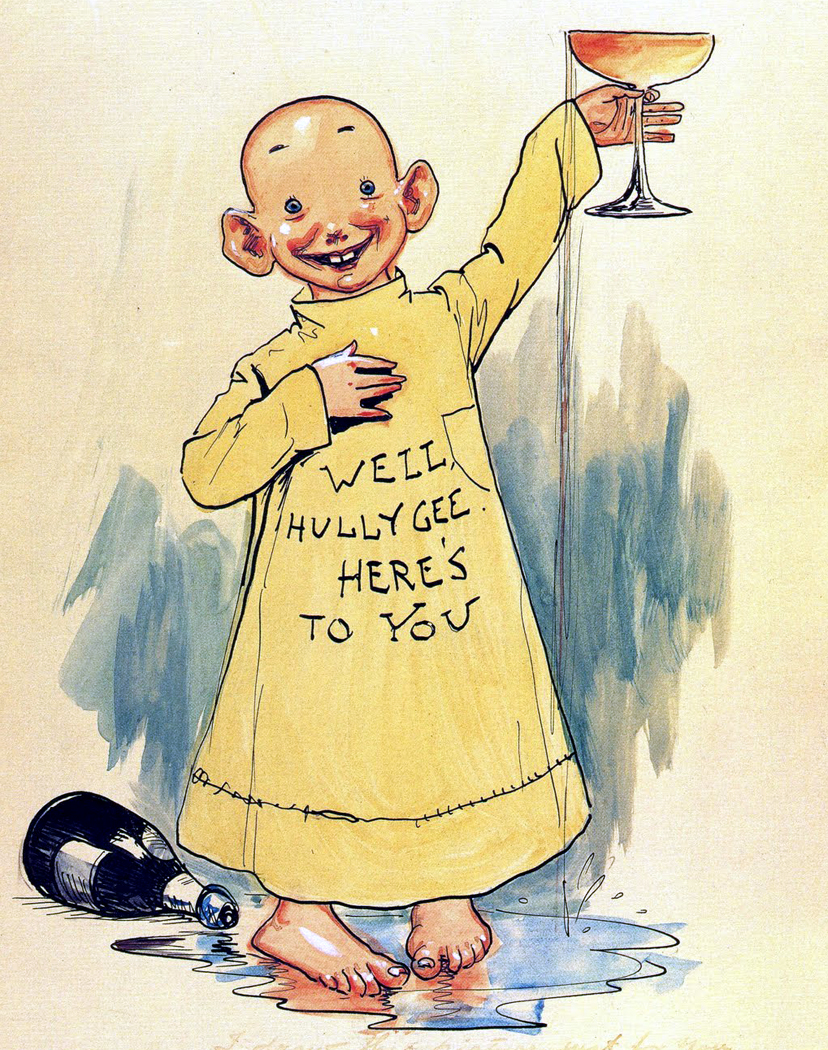
Жовтий малюк

Мікі Д'юган, більш відомий як Жовтий малюк, був лисим хлопчиком із стирчачими передніми зубами. Він носив безрозмірну нічну сорочку і проводив час у неробстві в одному з темних провулків, типовим для нетрів Нью-Йорку початку XX століття. Провулок Гогана був наповнений іншими дивними персонажами, в основному, теж дітьми. З дурнуватою посмішкою на обличчі Малюк зазвичай спілкувався на специфічною сленговою мовою, яка також була надрукована на його футболці, що повинна була висміювати стиль написання слоганів на рекламних щитах.